# Tour Cannelle
Le tour Cannelle (en italien : Torre delle Cannelle), est une tour côtière située dans la commune de Monte Argentario, (province de Grosseto), en Toscane. Son emplacement se trouve sur la côte sud-ouest du promontoire de l'Argentario, proche de la tour de Capo d'Uomo.

## Historique
Construite selon les plans de l'architecte Francesco di Giorgio Martini à l'époque de la Renaissance, plus précisément au XVe siècle, la tour a été construite comme un lieu de défense active et passive le long de la côte sud de la république de Sienne.
La structure défensive côtière fut encore renforcée par les Espagnols dans la seconde moitié du XVIe siècle, dans le but d'en faire l'un des points imprenables du système de défense côtière de l'État des Présides, compte tenu du précédent d'une incursion de pirates qui avait pour objectif cette tour en 1514.
La tour a exercé ses fonctions militaires, avec des tâches de défense et d'observation, jusqu'à la fin du XIXe siècle, après être devenue temporairement une garnison napoléonienne au début de ce siècle, et être ensuite passée au grand-duché de Toscane, sous l'administration duquel certaines structures préexistantes ont été améliorées. La décision de l'abandonner définitivement intervient alors que l'unification de l'Italie est déjà réalisée et que le système défensif le long de la côte du promontoire de l'Argentario est réorganisé. Plus tard, la tour fut vendue à des particuliers.